# Bretxa de Rotllan
La bretxa de Rotllà (o Rotllan) és un impressionant esvoranc natural de 40 m d'ample i de 100 m d'alçària que s'obre als penya-segats situats sobre el circ de Gavarnia, als Pirineus. Situada a una altitud de 2.804 m, marca la frontera entre l'Aragó i la Gascunya i entre els estats francès i espanyol.
Segons la llegenda, la bretxa va ser oberta pel cavaller Rotllà, nebot de Carlemany, mentre intentava destruir la seva espasa Durandal colpint-la contra la roca al final de la batalla de Roncesvalls contra els sarraïns.
S'hi arriba des del refugi de Sarradets, en menys d'una hora d'ascensió aproximadament. Prop de la bretxa, el geòleg francès Norbert Casteret va descobrir l'anomenada gruta Casteret al vessant aragonès, que ha resultat ser el complex subterrani de gel més alt de tot Europa.

## Geografia

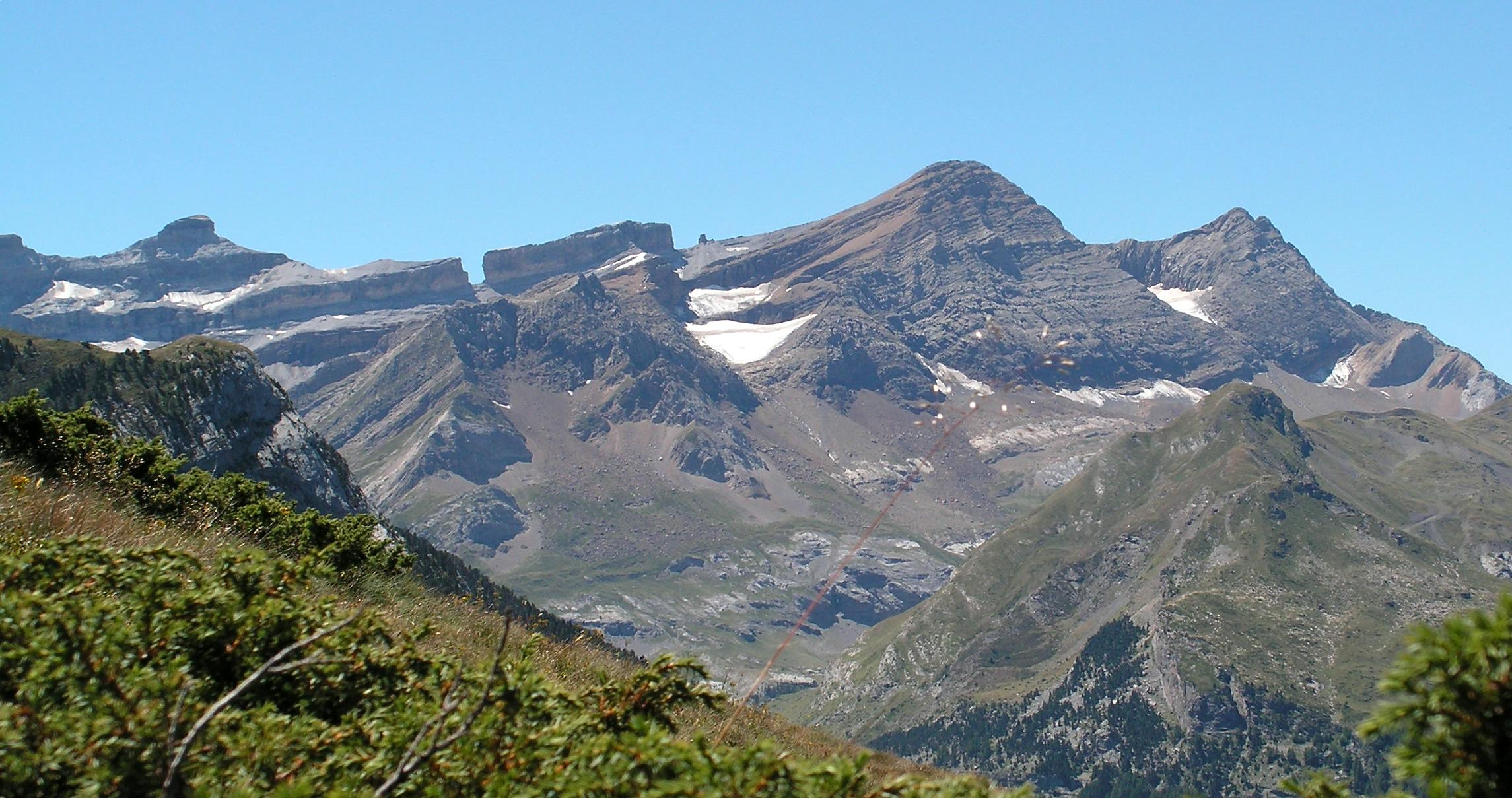
La bretxa de Rotllà vista des del nord. El pic més alt a la dreta (oest) de la bretxa és el Taillón

La bretxa de Rotllan forma part del circ de Gavarnia i marca el límit entre el Parc Nacional dels Pirineus (al departament dels Alts Pirineus, regió de Migdia-Pirineus, a la Gascunya) i el Parc Nacional d'Ordesa i mont Perdut (a la comarca de Sobrarb, província d'Osca, a l'Aragó).